# Братя Маркс
Братя Маркс (на английски: Marx Brothers) са петима братя комици с успех във водевил, на Бродуей и в киното от 1905 до 1949 г. Пет от тринадесетте филма на братята Маркс са избрани от Американския филмов институт (AFI) сред най-добрите 100 комедийни филма, като два от тях („Патешка супа“ и „Нощ в операта“) са в първите дванадесет. Те са широко възприемани от критиците, учените и обожателите им като едни най-великите и най-влиятелните комици на 20 век. Братята са включени в списъка 100 години Американски филмов институт... 100 звезди на 25-те най-големи звезди мъже на класическото холивудско кино, единствените изпълнители, които се въвеждат колективно.
Групата е почти всеобщо известна днес с техните сценични имена: Чико (Chico), Харпо (Harpo), Граучо (Groucho), Гъмо (Gummo) и Зепо (Zeppo). Има и 6-и брат, първият роден, на име Манфред (Мани), който умира на 7 месеца. В негова памет на Зепо е дадено второто име Манфред.
Ядрото на акта са тримата по-големи братя: Чико, Харпо и Граучо, всеки от които разработва силно отличителна сцена. След като групата се разпада напълно през 1950 г., Граучо започва успешна втора солова кариера в телевизията, докато Харпо и Чико се появяват по-рядко. Двамата по-малки братя, Гъмо и Зепо, никога не развиват сценичните си герои в същата степен, както другите трима. Всеки от тях оставя киното и представленията, за да преследва бизнес кариера, в което начинание са успешни и за известно време управляват голяма театрална агенция, чрез която са представлявали своите братя и други актьори. Гъмо не е в нито един от филмите; Зепо се появява в първите пет филма в относително малки не-комедийни роли. Кариерата на братята се дължи преди всичко на майка им Мини Маркс, която действа като техен агент и мениджър до смъртта си през 1929 г.
Граучо Маркс е известен е с бързото си импровизирано остроумие, както и с необикновената си външност – дебели плътни вежди и мустаци, очила и почти неотменна пура в устата. Харпо Маркс има няколко запазени марки: носи къдрава червена перука, никога не говори по време на представления (надува свирка или натиска клаксон, за да комуникира), често използва различен реквизит (например бастун с вграден рог) и свири на арфа.

## Членове на комедийната трупа
| Сценично име | Рождено име              | Роден               | Починал              | Възраст | Причина за смъртта      |
| ------------ | ------------------------ | ------------------- | -------------------- | ------- | ----------------------- |
| Чико Маркс   | Ленърд                   | 22 март 1887 г.     |                      | 74      | Атеросклероза           |
| Харпо Маркс  | Адолф (след 1911: Артър) | 23 ноември 1888 г.  | 28 септември 1964 г. | 75      | сърдечна недостатъчност |
| Граучо Маркс | Джулиъс Хенри            | 2 октомври 1890 г.  | 19 август 1977 г.    | 86      | пневмония               |
| Гъмо Маркс   | Милтън                   | 23 октомври 1892 г. | 21 април 1977 г.     | 83      | мозъчен кръвоизлив      |
| Зепо Маркс   | Хърбърт Манфред          | 25 февруари 1901 г. | 30 ноември 1979 г.   | 78      | рак на белия дроб       |

## Филмография
| Име                         | Име в оригинал        | Година |
| --------------------------- | --------------------- | ------ |
| Хуморитичен риск            | Humor Risk            | 1921   |
| Кокосовите орехи            | The Cocoanuts         | 1929   |
| Бисквити с форма на животни | Animal Crackers       | 1930   |
| Маймунджилъци               | Monkey Business       | 1931   |
| Конски пера                 | Horse Feathers        | 1932   |
| Патешка супа                | Duck Soup             | 1933   |
| Една нощ в операта          | A Night at the Opera  | 1935   |
| Ден на надбягвания          | A Day at the Races    | 1937   |
| Обслужване на стаите        | Room Service          | 1938   |
| В цирка                     | At the Circus         | 1939   |
| На Запад                    | Go West               | 1940   |
| Големият магазин            | The Big Store         | 1941   |
| Нощ в Казабланка            | A Night in Casablanca | 1946   |
| Щастлив от любов            | Love Happy            | 1949   |
| Историята на човечеството   | The Story of Mankind  | 1957   |